# عملية سكوربيون
عملية سكوربيون أو عملية العقرب (بالإنجليزية: operation Skorpion)‏ كانت عملية عسكرية خلال حملة شمال أفريقيا في الحرب العالمية الثانية وقد خاضت هذه المعركة من طرف قوات المحور قوات ألمانية تحت قيادة العقيد ماكسيميليان فون هيرف ضد قوات من بريطانيا تحت قيادة وليام جوت وكان الهدف من العملية السيطرة على المواقع البريطانية في ممر حلفايا شمال غرب مصر واستمرت العملية في الفترة من 26 إلى 27 مايو 1941 وانتهت العملية بانتصار قوات المحور (ألمانيا النازية). 